# Pasquino

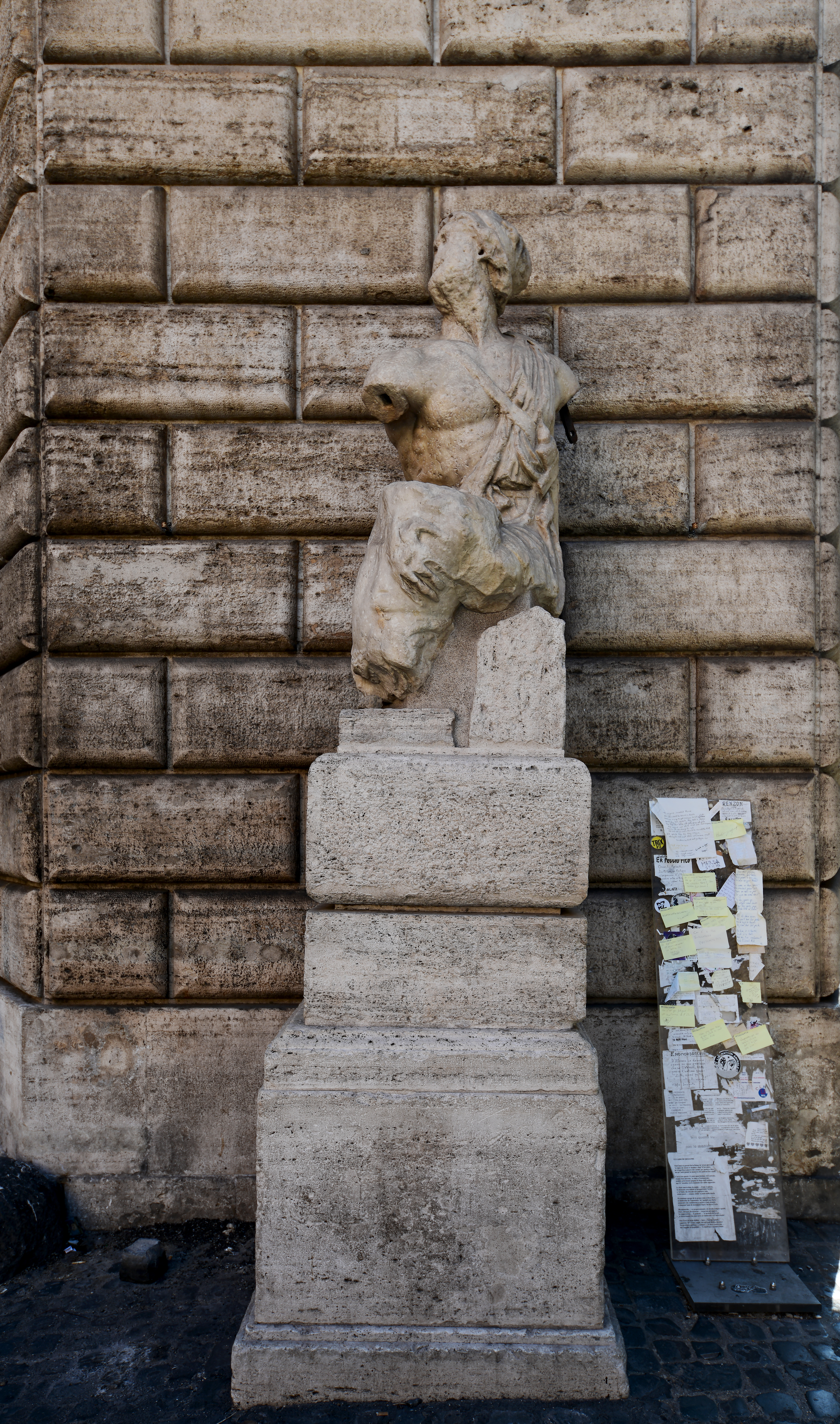
Estatua de Il Pasquino (foto de 2005).

Pasquino (pron. italiana: pascuino) es la más conocida de las denominadas estatuas parlantes de Roma. Se convirtió en figura característica de la ciudad durante el siglo XVI, debido a que surgió la costumbre de colocar en ella escritos críticos y satíricos, a menudo en verso, dirigidos contra personajes públicos importantes como cardenales y pontífices.

## La estatua
La estatua es en realidad un fragmento de una obra helenística, probablemente del siglo III a. C. Representa casi con seguridad a un guerrero heleno. Algunos apuntan a que se trata de Menelao sosteniendo el cuerpo de Patroclo moribundo. Otros estudiosos apuntan a que representaba a Áyax sosteniendo el cuerpo de Aquiles, o bien a Hércules luchando contra los centauros. La estatua yació durante años en una callejuela medieval, hasta que en 1501 fue colocada en el lugar que ocupa en la actualidad, en la Piazza di Pasquino, no lejos de Piazza Navona.

## El nombre de Pasquino
Sobre el origen del nombre de la estatua no se pueden aventurar más que hipótesis, la mayoría de las cuales son de origen legendario.
Según algunos, Pasquino era un personaje conocido por sus versos satíricos, quizá un barbero. Otros apuntan a que se trataba de un maestro de gramática latina, que ejercía su docencia en la misma plaza. Un día, sus alumnos cayeron en la cuenta del parecido entre maestro y estatua, comenzando así la costumbre de dejarle notas en el cuello.
Otra versión apunta que el nombre podría estar relacionado con el del protagonista de una de las narraciones del Decamerón de Boccaccio (Decameron, IV, 7) muerto a causa de un envenenamiento por salvia, hierba conocida por sus propiedades curativas. El nombre aquí, indicaría a quién es dañado por las cosas que se toman en principio como buenas (como podría ser en aquel contexto, el poder teocrático papal). 
Otra apunta, sin embargo, a que se trata  del gladiador que luchaba en la antigua Roma precristiana, que había sido apodado Pasquinus (Pasquino) y que era uno de los ídolos del pueblo que presenciaba las lides del Coliseo. Muchos de sus rivales cayeron para siempre bajo la estocadas de su puñal certero y la furia de sus armas invencibles, pero se trataba de una gloria efímera que no habría de resistir el paso de unos pocos años después de su muerte, de modo que el gladiador seguramente jamás llegó a soñar que su nombre perduraría a través de milenios y civilizaciones.
Ocurrió, sin embargo, que a la muerte de Pasquino, el gobierno imperial erigió una estatua en su honor, estatua que ciertamente habría quedado olvidada en poco tiempo de no haber mediado una circunstancia inesperada. En efecto, por alguna razón que no llegó hasta nosotros, por aquella época se hizo costumbre en fijar libelos o escritos satíricos en el pedestal de la estatua de Pasquino. Con el paso de los años, el nombre de nuestro implacable gladiador se convirtió, en italiano, en sinónimo de las sátiras al poder establecido y los escritos de contestatarios. Con el desarrollo de la prensa en la época contemporánea, la palabra italiana pasquino, que llegó al español como pasquín, pasó a designar a los diarios sensacionalistas y, generalmente, calumniosos.